# Haus zum Prinz-Eugen-Tor
Das Haus zum Prinz-Eugen-Tor (rumänisch Casa Prințului Eugeniu de Savoya) ist ein denkmalgeschütztes Gebäude im I. Bezirk Cetate der westrumänischen Stadt Timișoara. Es befindet sich an der Einmündung der Strada Eugeniu de Savoya in die Strada Mărășești. 

## Geschichte
Das einstöckige Haus wurde 1771 in der heutigen Strada Eugeniu de Savoya Nr. 24 errichtet, wo sich zu jener Zeit das Forforoser Tor (rumänisch Poarta Forforoza) befand. Durch dieses marschierte Prinz Eugen von Savoyen nach dem Sieg über das Osmanische Reich an der Spitze seiner Streitmacht am 13. Oktober 1716 in die damalige Festung Temeswar ein. 
Zwanzig Jahre später stellte der Baumeister Wenczel Lechner bei der Stadtverwaltung einen Antrag, das Gebäude als Treffpunkt der jüdischen Gemeinde nutzen zu dürfen. Von 1755 bis 1760 befand sich hier ein jüdisches Bethaus. Nach 1760 wurden an dieser Stelle zwei Synagogen gebaut, je eine für die beiden Riten Aschkenasim und Sefardim. Genau 100 Jahre nach der Kapitulation des Osmanischen Reichs wurde das Tor abgerissen.
Der Torturm zusammen mit einem dazu vermessenen Baugrund wurde dem Tischlermeister Anton Müller unentgeltlich überlassen, mit der Auflage hier ein Haus zu erbauen ohne „die Architektur und Facia“ des Turmes zu beeinträchtigen, damit dieser als „ewiges Denkmal“ erhalten bliebe. Laut Auskünften des Wiener Hofkammerarchivs sollte das Haus den Namen Haus zum Eugenie Tor tragen. Anton Müller verpflichtete sich auf der Frontseite des Hauses ein Basrelief mit dem Forforoser Tor als Motiv über dem Eingang anzubringen.
An das Tor erinnert auch heute noch die barockgeformte Einfassung der Wandmalerei über dem Hauseingang, die das Forforoser Tor darstellt. Das schon stark verblasste Werk wurde bei einer Renovierung übertüncht und später mit einem Glasschutz versehen. Das Gebäude befindet sich heute in einem restaurationsbedürftigen Zustand.

### Hausbesitzer
Im Laufe der Zeit wechselte das Haus des Öfteren den Besitzer. Am 19. Dezember 1804 wurde es von Michael Sacher für 600 Kronen erstanden. Am 17. September 1829 kaufte Rudolf Moran das Gebäude für 19.000 Kronen. Einige Jahre später kam Rozalia Naseda für 11.000 Kronen in den Besitz des Hauses. Am 12. August 1841 traten Anton Naseda, Josefa Preyer, Francisca und Ludwig Benard ihr Erbe an. Diese verkauften das Haus am 14. Juni 1842 an George Kuzmanovic für 11.600 Kronen. 1847 war die Witwe Marta, geborene Duca, die Hausbesitzerin. 1849 kaufte Pavel Veselinovic das Haus für 9000 Kronen. 1874 sind mehrere Besitzer angegeben.
Auch in der Zwischenkriegszeit wechselte das Haus mehrmals den Besitzer. Am 6. August 1935 begann Ioan Weber das Haus gewerblich zu nutzen. Seine Nachfolgerin war Ana Klein, die das Haus ebenfalls für gewerbliche Zwecke nutzte. Am 24. Oktober 1940 eröffnete Mauriciu Wolf hier ein Restaurant. Nach dem Zweiten Weltkrieg wurde das Gebäude in ein Mietshaus umgewandelt.
Heute befindet sich in dem Haus eine Arztpraxis.